# Pilisborosjenő
Pilisborosjenő är en ort i Ungern.   Den ligger i provinsen Pest, i den centrala delen av landet, 13 km norr om huvudstaden Budapest. Pilisborosjenő ligger 224 meter över havet och antalet invånare är 3 180.
Terrängen runt Pilisborosjenő är kuperad västerut, men österut är den platt. Terrängen runt Pilisborosjenő sluttar österut. Runt Pilisborosjenő är det mycket tätbefolkat, med 4 343 invånare per kvadratkilometer. Närmaste större samhälle är Budapest, 12,6 km söder om Pilisborosjenő. Runt Pilisborosjenő är det i huvudsak tätbebyggt.